# Lex Sempronia viaria
La Lex Sempronia de viis muniendis (legge riguardo alla costruzione di vie) o Lex Sempronia viaria, fu proposta dal tribuno della plebe Caio Sempronio Gracco nell'anno 123 a.C.

## Disposizioni
Questa legge delineava un piano di costruzione delle strade, cosicché aumentassero i posti di lavoro e fossero favorite le comunicazioni; ciò andava soprattutto a vantaggio dei contadini e dei mercanti. Non è chiaro se si trattasse di una legge singola o se fosse contenuta nella lex agraria del 123 a.C., ma sicuramente ne era una conseguenza, in quanto, dopo la divisione in piccoli appezzamenti di terra dell'ager publicus, erano necessarie nuove strade che comunicassero con le proprietà dei contadini.